# Miriam Chandy Menacherry
Miriam Chandy Menacherry (9 de marzo de 1975) es una directora y productora de documentales de origen keralita con sede en Bombay (India). Fundó Filament Pictures en 2005, una productora que crea documentales de larga duración socialmente relevantes. Fue una de las 18 cineastas seleccionadas de Oriente Medio y Asia para la beca Global Media Makers Fellowship 2019-20. La beca es ofrecida por el Departamento de Estado de Estados Unidos y Film Independent. Su documental, Rat Race (2011) fue el ganador del Mipdoc Co-Production Challenge en Cannes (Francia). También ha ganado el Asian Television Awards al mejor documental social (2007) y el UK Environment Film Fellowship (2008).

## Primeros años
Nació en Chennai. Realizó sus estudios en Bangalore. Se graduó en el Stella Maris College, con una licenciatura (con honores). Tiene un posgrado en Cine y Televisión por el Centro de Investigación de Comunicación de Masas A.J.K., de Nueva Delhi.
Tras sus estudios, fue corresponsal de CNBC, en la India, y luego pasó a UTV como directora. Filament Pictures se fundó en 2005 para hacer un cine significativo dirigido a un público mundial.

## Documentales
Back to the Floor (2004) fue una serie que dirigió para la BBC Worldwide. Era la edición india de la serie británica del mismo nombre Back to the Floor. La edición india presentaba a los altos directivos de las principales casas comerciales de la India trabajando a nivel de tienda para obtener una perspectiva diferente de los retos a los que se enfrentan sus empleados. Ganó el premio India Television Awards a la mejor serie de negocios.
The Stuntmen of Bollywood (2005) fue producido para el canal National Geographic. El documental muestra la vida y las dificultades de los dobles de Bollywood. Fue nominada como película "más innovadora" en los Asian Television Awards.
Mee Koli (2005) es un documental sobre los pescadores Koli de Bombay, los colonos originales de la ciudad, y su lucha por preservar la delicada red de vida marina que sustenta su sustento.
Un documental que roza el límite de la ciencia ficción, Robot Jockey (2007) explora la coyuntura en la vida de los beduinos corredores de camellos de Catar cuando tuvieron que entrenar a sus camellos para que aceptaran jinetes metálicos. Al enfrentarse a la reacción internacional por utilizar niños jinetes en las carreras de camellos, Catar decidió acallar las críticas cambiando a robot jockey. Robot Jockey ganó el premio de la televisión asiática al mejor documental social en 2008.
Satisfacer las necesidades energéticas de una comunidad sin recurrir a la vandalización de la naturaleza - A Light Burns (2008) trata de las dificultades a las que se enfrenta una comunidad remota de Jharkhand para llevar la electricidad a su pueblo. La película sigue el viaje de la comunidad para producir biodiésel a partir de semillas oleaginosas disponibles en la zona. Ganó la beca de cine medioambiental del Reino Unido.
The Rat Race (2011) documenta la vida de los matarratas de Bombay que trabajan mientras la ciudad duerme. El nudo central de la historia es un aspirante a bailarín de Bollywood que se dedica a la caza de ratas por diversas razones y pasa los siguientes 37 años matando ratas y supervisando a otros cazadores de ratas. Este documental fue el ganador del Mipdoc Co-Production Challenge, Cannes (Francia), Premios de la Audiencia, Florencia (Italia) y Kerala (India). El documental también se estrenó en el IDFA de Ámsterdam (Países Bajos).

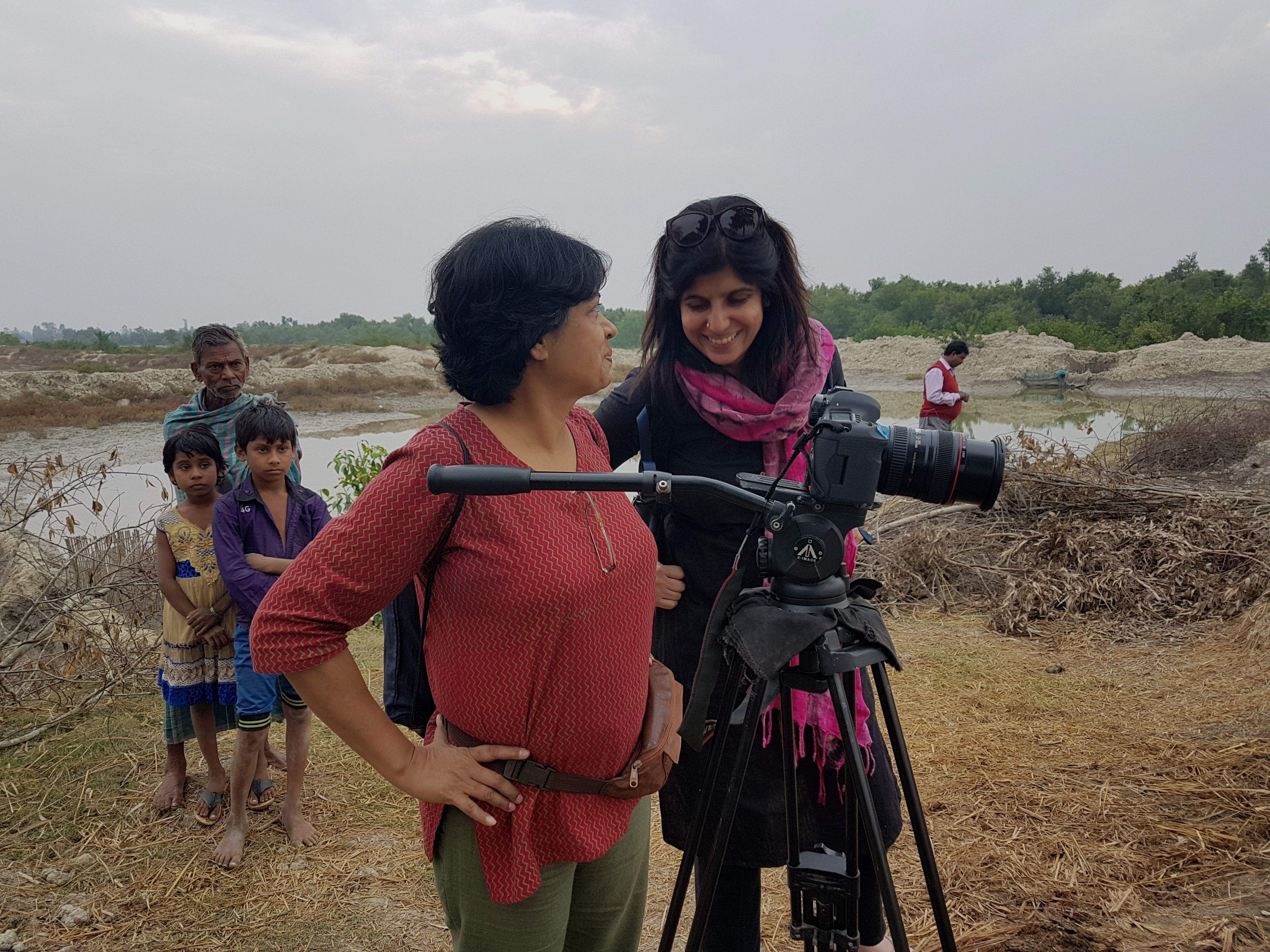
Set de grabación de From the Shadows

Lyari Notes (2015), codirigida por Maheen Zia, es una historia de madurez de cuatro chicas jóvenes en Karachi. Viviendo en Lyari, una zona conocida por la guerra de bandas, toman la decisión de elegir la música antes que la violencia. Zia y Menacherry, dos cineastas de India y Pakistán respectivamente, se unen para producir un discurso político a través de los medios de la música y el cine. El documental fue el ganador del premio al documental de larga duración de la IDPA (Plata). Fue nominado por la Alianza de Mujeres Periodistas Cinematográficas para el premio EDA en el IDFA (Países Bajos), y el premio del jurado joven en Sheffield (Reino Unido). Lyari Notes fue la película inaugural del paquete de cine para artistas de la Bienal de Kochi (India), y del Festival Internacional Indie Meme de Austin, Texas (Estados Unidos).
From the Shadows, el próximo proyecto de Menacherry y ha sido seleccionado para el Lisbon Docs Pitch (Portugal), Docedge (India), Global Media Makers Program (EE. UU.), Docs Port Incheon (Corea), Global Pitch Sunny Side of the Docs (Francia), Good Pitch (India) y Impact Day FIFDH (Ginebra). Este cortometraje retrata a las víctimas del tráfico sexual de niños en la India y está en la fase final de producción. Tanto From the Shadows como Lyari Notes fueron financiados en parte mediante crowdsourcing.
Dirige y produce sus películas, y ocasionalmente incursiona en la escritura de los guiones y la distribución. De estirpe Keralite, tiene en perspectiva un largometraje basado en el espacio cultural y social de Kerala.

## Filmografía
- 2004 - Back to the Floor for BBC World (directora)
- 2005 - Stuntmen of Bollywood for National Geographic Channel (directora)
- 2005 - Mee Koli (directora)
- 2007 - Robot Jockey for National Geographic Channel (directora/productora)
- 2008 - A Light Burns para Discovery Channel y Doordarshan (directora)
- 2011 - The Rat Race (directora/productora)
- 2015 - Lyari Notes (directora/productora)
- 2016-2021 - From the Shadows (directora/productora) es un trabajo en progreso.